# Ески турбе (Бахчисарај)
Ески турбе (кт. Eski Dürbe — „стара гробница“ ) је најстарија гробница у Бахчисарају, изграђена је према неким информацијама у 14. веку, много пре Ханског замка. Зграда је споменик културе. Налази се на падини на левој обали реке Чурук-Су, на 180 метара југоисточно од Ханског замка.

## Историја
Ески турбе представљају споменик са архитектонским и историјским значењем, изграђеним у време Златне хорде. Међутим, гроб је лоше испитан, а није ни тачно познато ко је сахрањен у њему.
Заменик генералног директора за истраживања у музеју Бахчисарају у једној је изјави је истакнуо да за турбе постоји једна јединствена усмена легенда, да се у овој гробници налази гроб неког бега чије се имање налазило у околини данашњег Бахчисараја. Овај бег се звао Дере-бег, но осим његовог имена, није познато ни то зашто је ово место нашао за своје последње уточиште. У сваком случају, ни у једном извору није наведено лице са тим именом.
Некада је око Ески турба било гробље.
Године 1927. под надзором директора музеја у Бахчисарају почела је рестаурација турбе. Купола је поправљена и постављена су гвоздена врата. Године 1965. турбе су поново обновљене и зидови су били поправљени, а купола прекривена цементом. Средином деведесетих, купола је била покривена поцинкованим гвозденим лимовима.
2013. године спроведена су археолошка истраживања, према којима датуим изградње турбе може бити 17. век.

## Архитектура
Сам објекат је изграђен са великом вештином, углавном због своје прецизности на зидовима и најфинијим детаљима. Турбе су јединствен примерак у околини, јер није изграђен од белог кречњака, већ од жутог камена.
Структура објекта је асиметрична. Састоји се од два дела на различитим висинама: објект са куполом и двориште се граниче са јужном фасадом. Двориште има квадратни облик и заграђено је са седам углова. У дворишту је некада постојала фонтана. У двориште се може да се дође само из турбе. Вероватно је објекат био замишљен као породична гробница.
Према неким претпоставкама, у почетку купола је имала облик пирамиде и била је прекривена оловом. Према В. А. Боданинском, купола је била озбиљно оштећена кад је у њу ударио гром 1880-их година. Главни улаз у гробницу је са истока.
Према оријенталисти И. А. Орбелу, архитектонски стил Ески турби био је позајмљен од Јермена. Архитектура турбе можда је била инспирисала градитеље Ханскога замка.